# Familjär medelhavsfeber
Familjär medelhavsfeber (FMF) är en autoinflammatorisk sjukdom som leder till återkommande feberepisoder och som obehandlad kan leda till njursvikt. I Sverige finns det cirka 100 kända fall. Sjukdomen är vanligare i länderna kring östra medelhavet där förekomsten är cirka 1-2 per 1 000 invånare. Ordet familjär kommer av att sjukdomen har en stark genetisk komponent. 

## Genetik

Schema som visar på autosomalt recessiv nedärvning från två anlagsbärande föräldrar till deras barn.

Sjukdomen beror på mutationer i en gen som heter MEFV (MEditerranean FeVer) och som kodar för det inflammationsstyrande proteinet pyrin. Genen identifierades 1997. Familjär medelhavsfeber är en recessiv autosomal sjukdom. Detta innebär att det krävs 2 muterade gener för att sjukdomen ska yttra sig. Två anlagsbärande föräldrar har en sannolikhet på 25 % att få ett barn med familjär medelhavsfeber. Risken är lika stor för kvinnor som män då genen är autosomal, det vill säga inte könsbunden.

## Symptom
- Korta feberepisoder (12h - 3 dygn)
- Bukhinneinflammation (peritonit), kan leda till att tillståndet misstolkas som blindtarmsinflammation.
- Knäledsinflammation (artrit)
- Testikelinflammation
- Hjärnhinneinflammation.

## Behandling
Akuta episoder behandlas med antiinflammatoriska läkemedel, exempelvis diklofenak. På längre sätt kan man hålla sjukdomen i schack med hjälp av kolkicin. 

## Komplikationer
Om man inte behandlar kan sjukdomen leda till bristande njurfunktion då proteinet amyloid samlas i njuren. Njursvikt är allvarligt och kan kräva dialys och transplantation.